# Alfred Behrens
Alfred Behrens (* 30. Juni 1944 in Hamburg-Altona) ist ein deutscher Schriftsteller und Regisseur, Hörspiel- und Drehbuchautor.

## Leben
Nach einer Ausbildung zum Verlagskaufmann im Verlagshaus Axel Springer Hamburg studierte Behrens an der Akademie für Grafik, Druck und Werbung in Berlin, er arbeitete als Programm Assistent beim deutschen Programm (German Service) der BBC London. Behrens ist seit 1968 als Journalist, Übersetzer, Autor, Dramaturg und Regisseur tätig gewesen. Er veröffentlichte Lyrik und die von J. G. Ballard beeinflusste Social science fiction Prosa Gesellschaftsausweis und Künstliche Sonnen. Die prophetische Fußball Fernsehliga erschien 1974. Behrens arbeitet im Format Hörspiel, Dokumentarfilm, Fernsehspiel und Spielfilm. Seit 1986 lehrt er auch – vor allem Bereich Drehbuch/Dramaturgie – unter anderem am Deutschen Literaturinstitut Leipzig und an der Hochschule für Film und Fernsehen „Konrad Wolf“ in Potsdam-Babelsberg.
Behrens erhielt bedeutende Auszeichnungen, den Deutschen Drehbuchpreis für „Kein Wort von Liebe“, den Hörspielpreis der Kriegsblinden für „Das Grosse Identifikationsspiel“, den Frankfurter Hörspielpreis, den Hörspielpreis der Akademie der Künste Berlin, den Premios Ondas für das Hörspiel „Stealth Fighter“ und 2007 den Günter-Eich-Preis, für ein Lebenswerk, das die Gattung Hörspiel stetig ideenreich erweitert hat.
Alfred Behrens ist seit 1974 Mitglied im PEN-Zentrum Deutschland.

## Auszeichnungen
- 1974: Hörspielpreis der Kriegsblinden
- 1979: Ehrende Anerkennung beim Adolf-Grimme-Preis für Familienkino: Ihre Hoheit mit Prinzess Sieglinde
- 1982: Deutscher Filmpreis (Filmband in Silber, Programmfüllende Filme ohne Spielhandlung) für Berliner Stadtbahnbilder
- 1983: Ehrende Anerkennung beim Adolf-Grimme-Preis für Teufelsmoor, zusammen mit Michael Kuball
- 1987: Hörspielpreis der Akademie der Künste
- 1994: Premios Ondas
- 1995: Deutscher Drehbuchpreis
- 2007: Günter-Eich-Preis

## Werke
- 1971: Gesellschaftsausweis. SocialScienceFiction, Suhrkamp, Frankfurt am Main
- 1973: Künstliche Sonnen. Bilder aus der Realitätsproduktion, Suhrkamp, Frankfurt am Main
- 1973: Das große Identifikationsspiel. Hörspiel mit Christian Brückner, Wolfgang Hess, Leo Bardischewski, Hellmut Lange u. a. Komposition: Klaus Schulze, Regie: Alfred Behrens. Bayerischer Rundfunk 1973.
- 1974: Die Fernsehliga. Spielberichte vom Fußballgeschäft der Zukunft, Rotbuch, Berlin
- 1981: Berliner Stadtbahnbilder, (mit Volker Noth), Fotobuch, Ullstein, ISBN 3-550-07945-1
- 1984: Die Betelnuss im Kopf. Hörspiel, Hessischer/Norddeutscher/Süddeutscher Rundfunk. Komposition Heiner Goebbels. Mit Peter Fitz, Otto Sander, Jutta Lampe.[1]

## Filmografie
- 1982: Berliner Stadtbahnbilder